# Piotr Wiaziemski
Piotr Wiaziemski (ros. Пётр Андреевич Вяземский, ur. 12 czerwca?/23 czerwca 1792 w Moskwie, zm. 10 listopada?/22 listopada 1878 w Baden-Baden) – rosyjski książę, poeta i krytyk literacki, ojciec Pawła Wiaziemskiego.

## Życiorys
Pochodził z rodu książęcego spokrewnionego z Rurykowiczami, był synem Andrieja Iwanowicza i jedynym dziedzicem rodzinnej fortuny. Za sprawą rodzinnych powiązań trafił do artystycznych kręgów rosyjskiej inteligencji. W młodości walczył pod Borodinem, w czasie wojen napoleońskich.
Karierę swoją zaczął w Warszawie, gdzie przebywał w latach 1819–1821, będąc świadkiem otwarcia pierwszego Sejmu. W latach 50. sprawował funkcję ministra oświaty, po 1863 roku podupadł na zdrowiu i wyjechał za granicę. Przyjaźnił się z Aleksandrem Puszkinem.
Zmarł w Baden-Baden, ciało sprowadzono do Sankt Petersburga, gdzie został pochowany.